# آولوک، کبک
آولوک (به فرانسوی: Havelock) بخشی در منطقه شهری لو او-سن-لوران ناحیه مونترژی در استان کبک کانادا است. در سرشماری سال ۲۰۱۱ این بخش ۸۵۳ نفر جمعیت داشته‌است و مساحت آن ۸۷٫۹۸ کیلومتر مربع است.